# Grå krontrana
Grå krontrana (Balearica regulorum) är en utrotningshotad afrikansk fågel i familjen tranor.

## Utseende och läte
Grå krontrana är en stor trana, med en kroppslängd på 100–110 cm, en vikt på tre till fyra kg och vingspannet 180–200 cm. Fjäderdräkten är spektakulär, mestadels blågrå med svartvitt ansikte och en krona av gulgula fjäderplymer. Ungfåglar är generellt grå med brunt på hjässa och nacke, grått till brunt på kroppen och brunt öga. Lika svart krontrana skiljer sig genom mörkare skiffergrå fjäderdräkt, mindre röda flikar i ansiktet och en röd och vit fläck på kinden snarare än vit. Lätet består av mjuka, relativt mörka och melankoliska trumpetanden.

## Levnadssätt
Grå krontrana bebor våtmarker, översvämmade grässlätter och av människan skapade vattensamlingar, men kan ses vida kring i öppna landskap under födosök. Arten är stannfågel men kan vara lokalt nomadisk under regnperioder.

## Utbredning och systematik
Grå krontrana förekommer i östra och södra Afrika. Den delas in i två underarter med följande utbredning :
- Balearica regulorum gibbericeps – Uganda och Kenya till norra Zimbabwe och norra Moçambique
- Balearica regulorum regulorum – södra Angola och norra Namibia till Zimbabwe och östra Sydafrika

## Status
Den grå krontranan är starkt hotad, framför allt av habitatförlust, fragmentering och degradering, störningar från människan och olaglig fångst av både fåglar och ägg. Arten har på grund av detta minskat kraftigt i antal sedan åtminstone mitten av 1980-talet. Sentida bevarandeinsatser har ökat beståndet i Rwanda, Zambia och Uganda. Beståndet uppskattas till 20 100–24 600 individer.

## Namn
Arten har även kallats sydlig krontrana på svenska.

## I kulturen
Grå krontrana är Ugandas nationalfågel och förekommer på flaggan och statsvapnet.

## Bilder

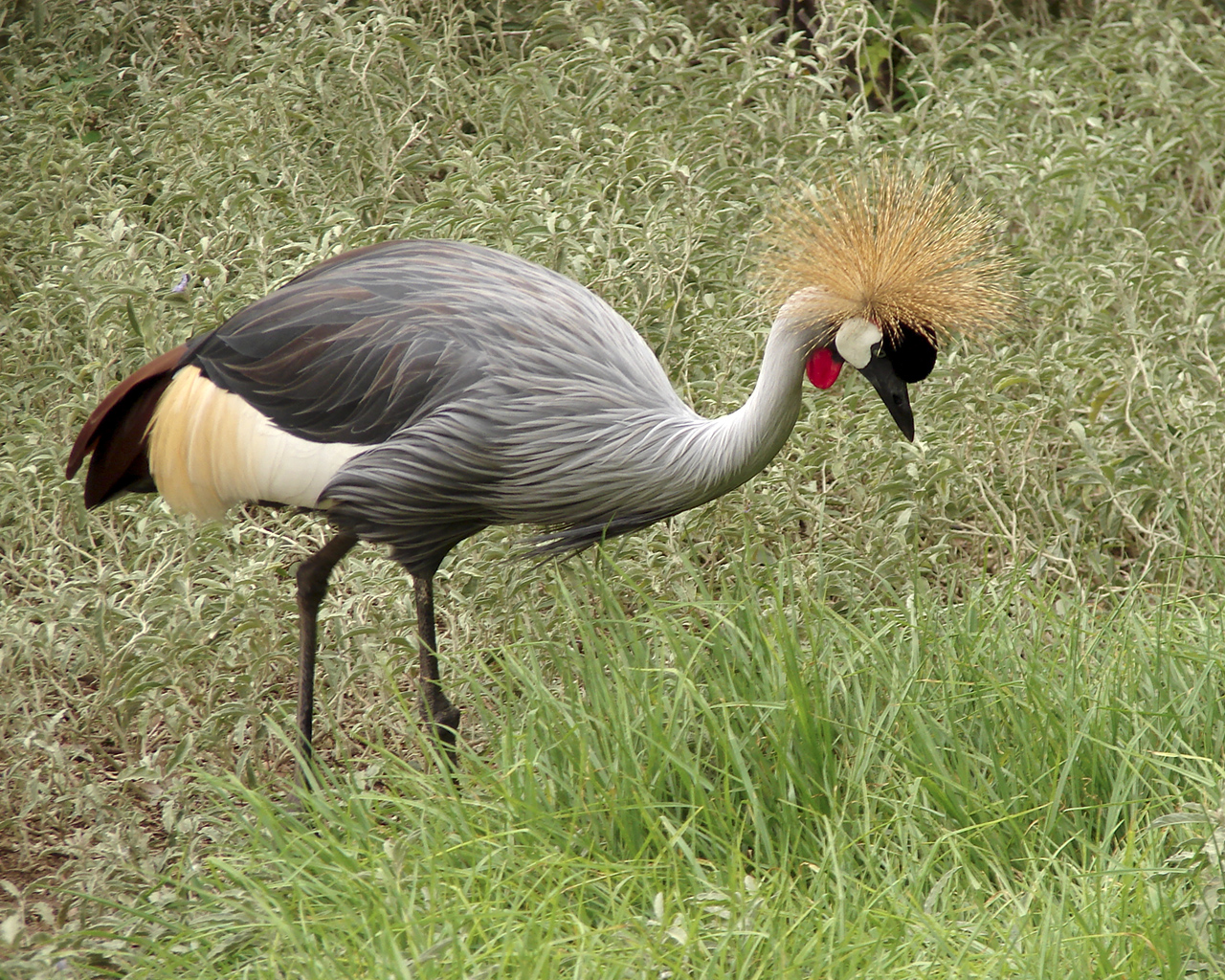
Underarten regulorum
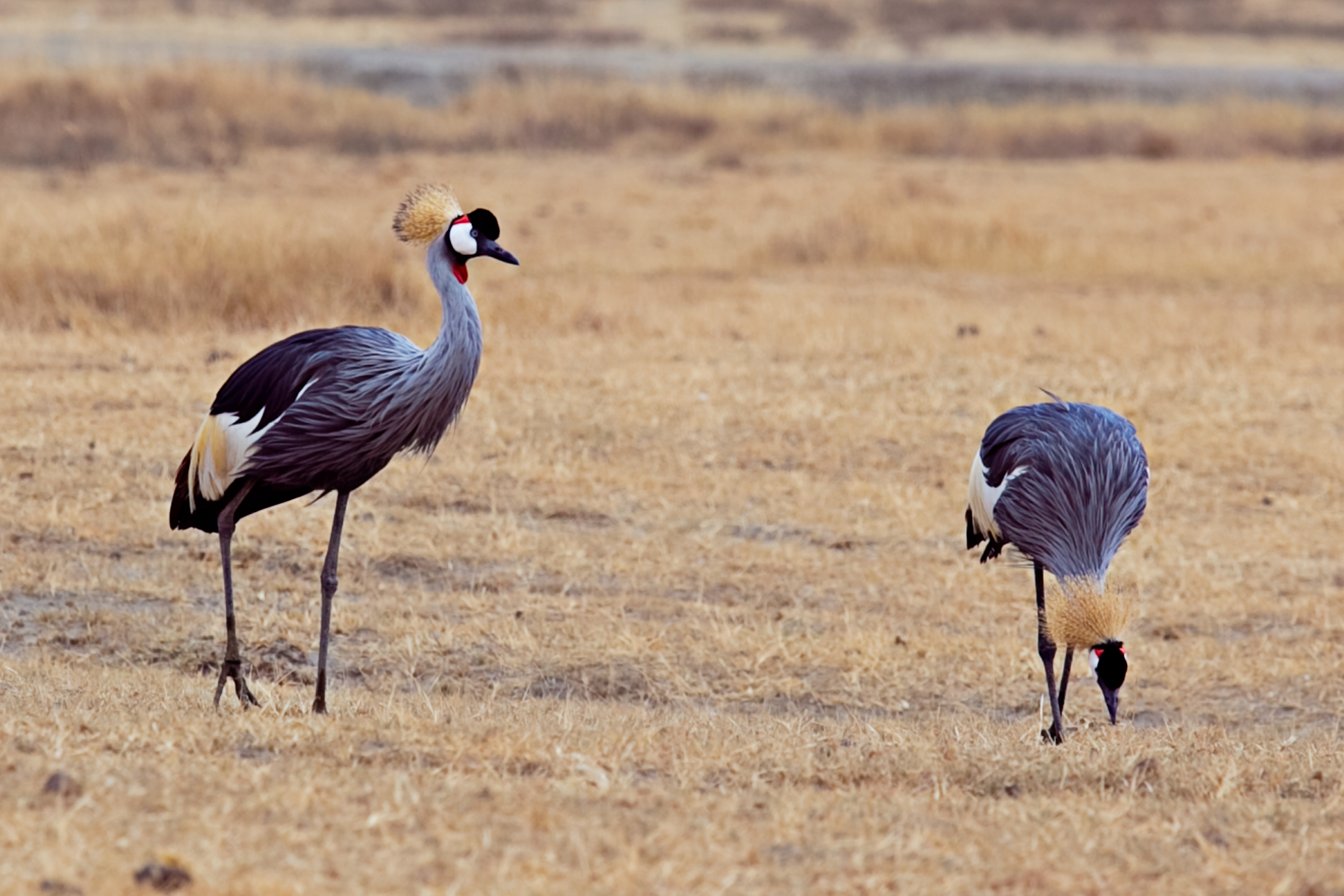
Underarten gibbericeps  i Tanzania.
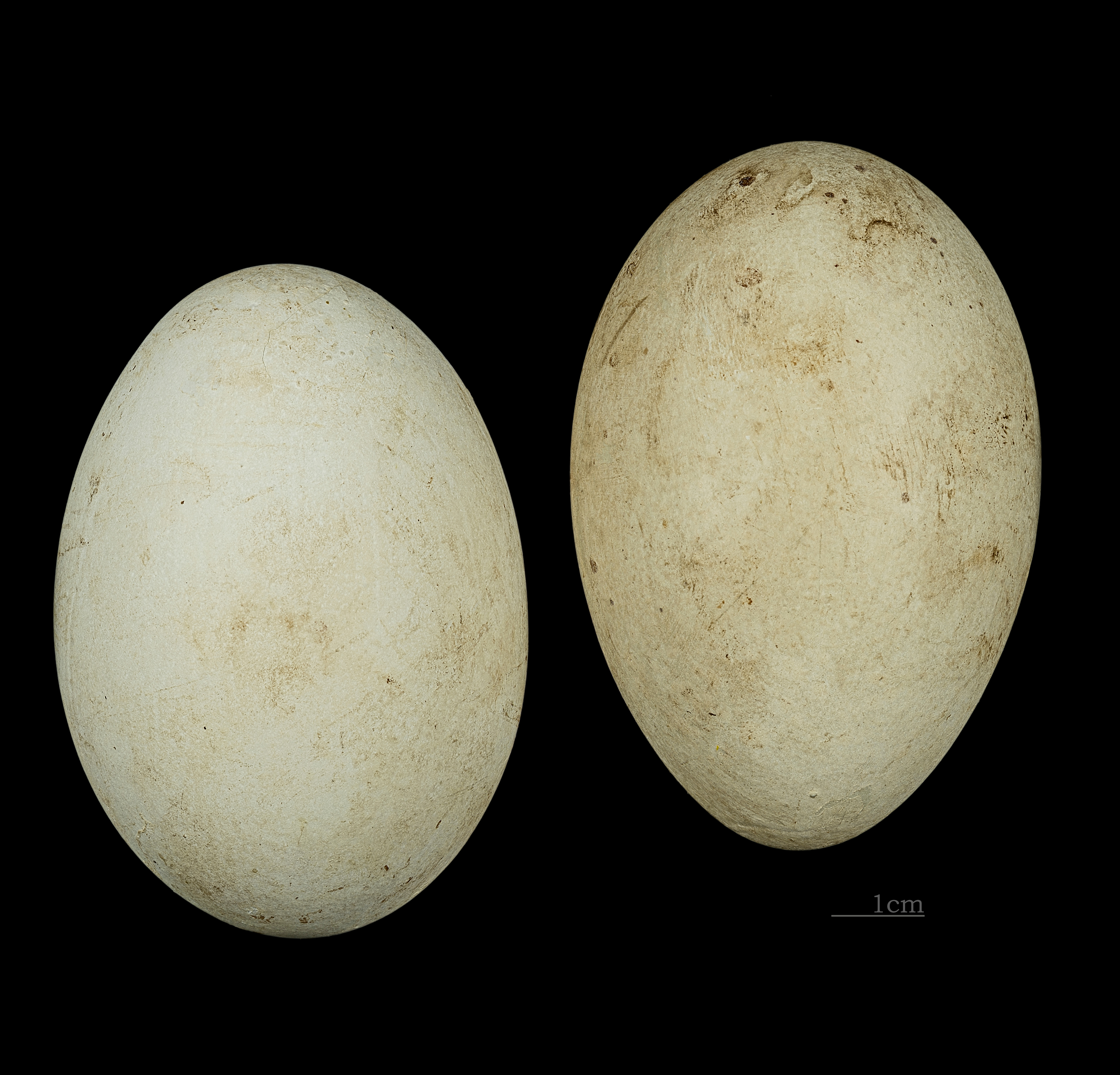
Ägg från underarten gibbericeps i Burundi.